# Liste der Naturdenkmale in Illingen (Saar)
Die Liste der Naturdenkmale in Illingen enthält die Naturdenkmale in Illingen im Landkreis Neunkirchen im Saarland.

## Naturdenkmale
| Bild                          | Bezeichnung                           | Ort                                                                                   | Beschreibung | Art | Nr.      |
| ----------------------------- | ------------------------------------- | ------------------------------------------------------------------------------------- | ------------ | --- | -------- |
| BW                            | 11 Linden an der Bergkapelle          | Illingen Kapellenstraße 49° 21′ 52,6″ N, 7° 2′ 11″ O)                                 | [ 2 ]        |     | D 402 01 |
| Fotos hochladen               | 2 Platanen am Pfarrhaus Illingen      | Illingen Kirchenstraße 18 49° 22′ 42,9″ N, 7° 3′ 5,6″ O)                              | [ 3 ]        |     | D 402 02 |
| Fotos hochladen               | Eibe vor der Apotheke                 | Illingen Hauptstraße 14 49° 22′ 35,1″ N, 7° 3′ 12,5″ O)                               | [ 4 ]        |     | D 402 03 |
| BW                            | Eiche im Seibertswald                 | Illingen Hirzweiler 49° 24′ 31,3″ N, 7° 4′ 21″ O)                                     | [ 5 ]        |     | D 402 06 |
| mehr Fotos \| Fotos hochladen | 2 Eichen am Freibad Uchtelfangen      | Illingen Uchtelfangen 49° 23′ 18,1″ N, 7° 1′ 1,4″ O)                                  | [ 6 ]        |     | D 402 07 |
| BW                            | Rotbuche am Freibad Uchtelfangen      | Illingen Uchtelfangen 49° 23′ 17,2″ N, 7° 1′ 0,3″ O)                                  | Gefällt.     |     | D 402 08 |
| Fotos hochladen               | Eiche am Bärenbacher Hof              | Illingen Uchtelfangen Am Friedhof 49° 23′ 11,3″ N, 7° 1′ 33,9″ O)                     | [ 8 ]        |     | D 402 09 |
| BW                            | Rosskastanie Wustweiler               | Illingen Wustweiler Humeser Straße 13 49° 23′ 54,9″ N, 7° 1′ 52″ O)                   | [ 9 ]        |     | D 402 11 |
| BW                            | Eiche am Fischweiher                  | Illingen Welschbach 49° 24′ 19,4″ N, 7° 6′ 23,3″ O)                                   | [ 10 ]       |     | D 402 13 |
| BW                            | Eiche am Hubertushof                  | Illingen Welschbach L 141 49° 24′ 0,7″ N, 7° 6′ 15,1″ O)                              | [ 11 ]       |     | D 402 15 |
| Fotos hochladen               | 2 Eichen am Fischteich ASV Hirzweiler | Illingen Hirzweiler 49° 24′ 14,8″ N, 7° 5′ 37,7″ O)                                   | [ 12 ]       |     | D 402 16 |
| BW                            | Eiche am Kastanienhof                 | Illingen Welschbach 49° 24′ 19,8″ N, 7° 6′ 0,7″ O)                                    | [ 13 ]       |     | D 402 19 |
| Fotos hochladen               | Linde am Gaswerk                      | Illingen Wustweiler Hauptstraße 49° 23′ 1,9″ N, 7° 2′ 46,1″ O)                        | [ 14 ]       |     | D 402 21 |
| BW                            | 3 Linden in Hüttigweiler              | Illingen Hüttigweiler Schiffweilerstraße/Wendelstraße 49° 23′ 15,9″ N, 7° 4′ 33,7″ O) | [ 15 ]       |     | D 402 22 |